# Bertil Köhler (ingenjör)
Bertil Gunnar Köhler, född 2 april 1922 i Göteborg, död 3 januari 2006 i Täby, var en svensk ingenjör. 
Köhler, som var son till direktör Rudolf Köhler och Edith Johansson, utexaminerades från Chalmers tekniska högskolas avdelning för maskinteknik 1950 och blev teknologie licentiat där 1955. Han blev ingenjör på SKF i Göteborg 1950, på Chalmers tekniska högskolas kraftcentral 1951, Kockums Mekaniska Verkstads AB i Malmö 1955, förste ingenjör vid Malmö stads elektricitetsverk 1957, överingenjör vid Malmö stads kraftvärmeverk (Heleneholmsverket) 1961, och var chef för värmetekniska avdelningen vid Södra Sveriges ångpanneförening från 1966. Han utgav bland annat Ny metod för mätning av värmemängder (1955) och Ackumulatorsystem för driftutjämning (1988).